# Contea di Sicilia
La Contea di Sicilia esistette nominalmente dal 1061, e ufficialmente denominata Gran Contea dal 1071, anno in cui Ruggero I di Sicilia divenne Gran conte, fino al 1130, anno in cui Ruggero II di Sicilia la unì al Ducato di Puglia e Calabria, creando il Regno di Sicilia. Fu uno Stato sovrano ed indipendente, fondato sotto investitura papale dal capostipite normanno che comprendeva la Sicilia e Malta. Era governata dal Gran Conte.

## Storia
Roberto il Guiscardo, duca di Puglia e Calabria, aveva ricevuto il titolo di "dux Siciliae" nel 1059 da papa Niccolò II come incoraggiamento per riconquistare l'isola togliendola ai musulmani. I normanni dalla Calabria sbarcarono nell'isola nel 1060.
La Contea cominciò a formarsi durante la riconquista cristiana della Sicilia (1061) dagli emirati musulmani che erano stati istituiti nel 948 dopo la completa conquista dell'isola dai bizantini.
Dopo che i musulmani sconfitti furono scacciati o incorporati nei ranghi militari normanni, ci fu un ulteriore periodo di transizione per la Contea ed i siciliani.

Italia ed Illiria nel 1084.

### La conquista
Nel 1061 Messina fu la prima conquista normanna di Roberto d'Altavilla nell'isola, e negli anni successivi caddero altre parti della Sicilia orientale. 
La Gran Contea di Sicilia fu creata formalmente da Roberto il Guiscardo nel 1071 per il fratello minore Ruggero, conte di Calabria, che lasciando l'isola, investì del titolo di "Gran conte" e gli diede piena giurisdizione sull'isola, ad eccezione di Messina e del Val Demone, che Roberto tenne per se stesso, e di cui Ruggero formalmente restò vassallo.
Nel 1072 ci fu la caduta di Palermo - capitale dell'emirato e futura capitale della Contea - e di Mazara, nel 1077 Trapani, nel 1086 caddero Agrigento e Siracusa. Ruggero si trovò a governare una contea che comprendeva territori non ancora del tutto conquistati.
Nel febbraio 1091 la conquista della Sicilia fu completata con la presa di Noto.
La conquista di Malta avvenne quello stesso anno, sebbene il controllo fosse quasi nominale. Fu definita nel 1127, quando gli ultimi amministratori arabi dell'isola furono espulsi.

### Verso il regno
Roberto il Guiscardo intanto era morto nel 1085, e lasciò Ruggero in ambigui rapporti con i suoi successori del ducato di Puglia e Calabria. Ruggero allora passò in Puglia a ricomporre le contese nate tra i figli del Guiscardo, Ruggero Borsa e Boemondo; ne ebbe in ricompensa quella metà di Calabria che Roberto aveva tenuta sotto il suo impero.
Nel 1097 Mazara del Vallo ospitò la prima assise della Gran Contea, allora itinerante, che viene considerata uno dei primi parlamenti della storia, il futuro Parlamento siciliano. Ruggero I ebbe quindi la "legazia apostolica" nel 1098.
Quando Ruggero I morì nel 1101, aveva trasformato la Gran Contea in uno stato eterogeneo, per lingua, costumi e religioni, ma unito nella lealtà verso gli Altavilla.

### Ruggero II
Il suo successore, Simone, che gli successe nella gran contea sotto la reggenza della madre Adelasia del Vasto, morì nel 1105 e il secondogenito Ruggero II, nato in Italia e figlio di un'italiana, fu affidato anch'egli alla reggenza della madre Adelasia, mentre il capo dell'amministrazione era Cristodulo.
Nel 1112, alla fine della reggenza in nome del figlio Ruggero II, Adelaide del Vasto insediò la capitale della Gran Contea a Palermo.
Raggiunta la maggiore età Ruggero II entrò presto in conflitto con il cugino Guglielmo II di Puglia.
Grazie alla mediazione di papa Callisto II ed in cambio dell'aiuto contro una ribellione guidata da Giordano di Ariano, nel 1121 Guglielmo, che non aveva figli, cedette a Ruggero i propri possedimenti in Sicilia e Calabria e lo designò anche suo erede.
Alla morte di Guglielmo nel 1127, Ruggero ereditò il ducato di Puglia e Calabria; nonostante la contrarietà di papa Onorio II, in tre anni egli riunì questi possedimenti alla Gran Contea, aggiungendo Capua, Napoli, Amalfi e Salerno. Il 27 settembre 1130 una bolla dell'antipapa Anacleto II lo fece Re di Sicilia. 
L'incoronazione di Ruggero avvenne a Palermo, Prima Sedes, Corona Regis et Regni Caput, il 25 dicembre 1130, riunendo tutto il Meridione sotto la sua autorità e creando così il Regno di Sicilia che divenne il terzo tra i grandi stati d'Europa.

## Gran conti di Sicilia
Nel 1059 papa Niccolò II investì ufficialmente Roberto il Guiscardo del titolo di Duca di Puglia, Calabria e Sicilia, quando quest'ultima ancora in mano ai musulmani. Roberto Il Guiscardo tenne l'isola dal 1061 fino al 1071, quando il duca la concesse come contea autonoma a suo fratello Ruggero.
| Conte                | Immagine | Nascita                                                                      | Matrimoni                                                                                            | Morte                              |
| -------------------- | -------- | ---------------------------------------------------------------------------- | --- | ---------------------------------- |
| Ruggero 1071–1101    |          | 1031 figlio di Tancredi d'Altavilla e Fredisenda                             | Giuditta d'Evreux 1061 4 figlie Eremburga di Mortain 1077 7 figli Adelaide del Vasto 1087 4 figli    | 1101 Mileto a 70 anni              |
| Simone 1101–1105     |          | 1093 figlio di Ruggero I di Sicilia ed Adelaide del Vasto                    | mai sposato                                                                                          | 1105 Mileto a 12 anni              |
| Ruggero II 1105–1130 |          | 22 dicembre 1095 Mileto figlio di Ruggero I di Sicilia ed Adelaide del Vasto | Elvira di Castiglia 1117 6 figli Sibilla di Borgogna 1149 2 figli Beatrice di Rethel 1151 una figlia | 26 febbraio 1154 Palermo a 59 anni |

Adelaide del Vasto fu reggente della Gran Contea di Sicilia dal 1101 al 1112.